# Christina Brahe
Die Christina Brahe ist eine Doppelendfähre der schwedischen Trafikverket Färjerederiet.

## Geschichte
Die Fähre wurde unter der Baunummer 15 auf der Lunde Varv och Verkstads in Ramvik gebaut. Da die Abmessungen der Fähre zu groß für die Schleusen des Göta-Kanals sind, wurde sie in Einzelteilen nach Karlsborg transportiert und dort bei Rödesunds Slip zusammengebaut. 1974 wurde die Fähre als Färja 61/297 an die schwedische Behörde Statens Vägverket in Stockholm abgeliefert. Sie wurde als Brahe I von der Gemeinde Jönköping über den Vättersee zwischen Gränna und der Insel Visingsö eingesetzt.
1991 wurde die Fähre in Christina Brahe umbenannt. Ab April 2010 wurde sie von der Trafikverket Färjerederiet in Vaxholm betrieben. Im Sommer 2014 wurde die Fähre Braheborg auf der Fährverbindung über den Vättersee in Dienst gestellt. Der Verbleib der Christina Brahe ist unklar.

## Technische Daten und Ausstattung
Die Fähre wird von vier Volvo-Penta-Dieselmotoren angetrieben. Gebaut wurde sie mit vier Motoren des Typs TAMD 120A mit 794 kW Leistung. 2005 wurden die Motoren durch 1990 gebaute Motoren des Typs TAMD 122A ersetzt, die zuvor auf der Ebba Brahe verwendet wurden. Die Geschwindigkeit der Fähre beträgt 10 kn.
Die Fähre verfügt über ein durchlaufendes Fahrzeugdeck mit zwei Fahrspuren, das über herunterklappbare Rampen an beiden Enden zugänglich ist. Seitlich befinden sich Aufbauten unter anderem mit Aufenthaltsräumen für die Passagiere. Auf einer Seite der Fähre ist das Steuerhaus mittig auf die Aufbauten aufgesetzt.
Die Kapazität der Fähre ist mit 14 Pkw und 197 Passagieren angegeben.